# Cerro de Pasco
Cerro de Pasco è una città del Perù, capoluogo della regione di Pasco.
Situata a 4300 metri d'altitudine, è una delle città più alte del mondo. È nota anche per una delle più grandi miniere in altitudine a cielo aperto, estesa 3 km e profonda circa cinquecento 500, la quale ora minaccia la città con residui inquinanti di piombo e rischia di farla sprofondare.